# Adicroneura disjuncta
Adicroneura disjuncta är en tvåvingeart som beskrevs av Loïc Matile 1995. Adicroneura disjuncta ingår i släktet Adicroneura och familjen svampmyggor. Inga underarter finns listade i Catalogue of Life.